# Zagrody (powiat lubelski)
Zagrody – wieś w Polsce położona w województwie lubelskim, w powiecie lubelskim, w gminie Garbów.
W latach 1975–1998 miejscowość należała administracyjnie do województwa lubelskiego.
Wieś stanowi sołectwo gminy Garbów. Według Narodowego Spisu Powszechnego z roku 2011 wieś liczyła 958 mieszkańców.
Na terenie miejscowości, w latach 1908-2004, działała Cukrownia Garbów S.A.
W Zagrodach znajduje się Kościół Rzymskokatolicki p.w. Macierzyństwa Najświętszej Marii Panny, który należy do Parafii Garbów-Cukrownia.